# Estadio Teofilo Patini
El Stadio Teofilo Patini es un estadio ubicado en Castel di Sangro, Italia. Es propiedad de la Municipalidad de Castel di Sangro, y su uso principal es para juegos de local del A.S.D. Castel di Sangro Calcio. También se utiliza para conciertos pop y otros eventos deportivos.

## Historia
El estadio fue construido cuando el equipo local, A.S.D. Castel di Sangro Calcio, ascendió a la Serie B, la segunda liga en Italia.
El estadio fue nombrado en honor de Teofilo Patini, un pintor del siglo XIX de Castel di Sangro.
Hasta 1996, el estadio comprendía solo un pequeño campo deportivo con soporte central. Durante un tiempo récord de cuatro meses, el estadio actual se construyó con cuatro gradas y 7.220 asientos. En diciembre de 1996 se inauguró el estadio.
En el verano de 2014, algunas obras destinadas a mejorar el patrimonio deportivo local involucraron a la planta, en particular con la instalación de 4.000 nuevas sillas que hicieron que el estadio fuera más moderno y funcional. La inscripción "Città Castel di Sangro" se informa en la tribuna "Distinti".
A partir de febrero de 2017, la instalación se ha convertido en el "Centro Territorial Federal" de la Federación Italiana de Fútbol, el primer polo de excelencia para el entrenamiento técnico-deportivo de jóvenes jugadores y futbolistas de entre 12 y 14 años, a quienes les siguen técnicos con entrenamiento específico, pero también involucrado en Worshop y otras actividades.
Ha albergado varios partidos de la selección nacional, principalmente en divisiones formativas.

## Datos técnicos
El campo de juego tiene 105 m de largo y 68 m de ancho, y es altamente confiable incluso en días lluviosos. Una de las peculiaridades es la falta de una pista de atletismo, lo que permitió la realización del estadio de forma rectangular; Esto le permite ver los partidos sin el obstáculo visual de la pista.
La instalación puede acomodar a 7200 espectadores, pero en algunos partidos importantes alcanzó los 9.000 ingresos, con la adición de stands extraíbles. Dispone de un amplio aparcamiento exterior, un bar y un palco de prensa.

## Sectores
- Poltronissime
- Tribuna Centrale
- Tribune Laterali
- Tribuna Sud
- Distinti
- Curva Nord
- Curva Sud